# Urofaciales-Syndrom
Das Urofaciale Syndrom (Ochoa-Syndrom) ist eine seltene angeborene Erkrankung mit einer Kombination von Blasenentleerungsstörung, unterem Harnwegsinfekt und einem charakteristischen Gesichtsausdruck. Beim Lachen wird das Gesicht wie zum Weinen verzogen, sogenannte inverse (umgedrehte) Mimik.
Angenommen wird eine komplexe, allerdings bislang nicht nachgewiesene zentralnervöse Störung mit betroffenem analen Schließmuskel und verborgener („okkulter“) neurogener Blase.
Synonyme sind: Hydronephrose – charakteristischer Gesichtsausdruck; Invertiertes Lächeln – okkulte neuropathische Blase; Partielle Gesichtslähmung mit Anomalie der Harnwege
Die Erstbeschreibung stammt aus dem Jahre 1987 durch den kolumbianischen Kinderchirurgen Bernardo Ochoa, Robert J. Gorlin und Mitarbeiter.
Die Bezeichnung wurde im Jahre 1979 durch B. R. Elejalde vorgeschlagen.

## Verbreitung
Die Häufigkeit ist nicht bekannt, bislang wurde über mehr als 100 Betroffene berichtet. Die Vererbung erfolgt autosomal-rezessiv.

## Ursache
Je nach zugrunde liegender Mutation können folgende Typen unterschieden werden:
- Typ 1 mit Mutationen im HPSE2-Gen auf Chromosom 10 Genort q24.2[5]
- Typ 2 mit Mutationen im LRIG2-Gen auf Chromosom 1 an p13.2[6]

## Klinische Erscheinungen
Klinische Kriterien sind:
- Harninkontinenz mit Enuresis (diurna et nocturna)
- Neurogene Blase mit Hyperreflexie und Detrusor-Sphinkter-Dyssynergie
- sekundäre Hypertrophie der Blasenwand und Obstruktive Uropathie bis zur Hydronephrose
- Vesikorenaler Reflux in 50 % beidseitig
- Harnwegsinfekte
- chronische Obstipation in 2/3 aufgrund Störung des Analsphinkters
- eventuell Kryptorchismus
- invertierte Mimik

## Diagnose
Die Verdachtsdiagnose ergibt sich aus dem auffälligen Gesichtsausdruck beim Säugling. Die Funktionsstörung der Harnblase kann mittels Sonographie, MCU und Urodynamik erfolgen.

## Differentialdiagnostik
Abzugrenzen sind: andere Ursachen einer Megazystis oder Hydronephrose
- Urethralklappen
- Chromosomale Auffälligkeiten wie Trisomie 21 oder Trisomie 13 oder auch im EBF3-Gen[7]
- Prune-Belly-Syndrom
- Megazystis-Mikrokolon-intestinale Hypoperistaltik-Syndrom
- Neurogene Blase z. B. bei Spina bifida
- nicht neurogene Blase Hinman-Syndrom
- VUR

## Therapie
Die Behandlung erfolgt symptombezogen, eventuell mit wiederholtem Blasenkatheter.